# Jaroslav Zvěřina
Jaroslav Zvěřina (* 18. prosince 1942 Třebíč) je český lékař – sexuolog, předseda Sexuologické společnosti České lékařské společnosti, politik, po sametové revoluci poslanec Sněmovny národů Federálního shromáždění, od 90. let člen Poslanecké sněmovny, počátkem 21. století poslanec evropského parlamentu.

## Biografie

### Vzdělání
V rodné Třebíči vychodil základní i střední školu. V roce 1965 získal titul MUDr. na Lékařské fakultě, Univerzity Karlovy v Hradci Králové. V roce 1988 získal titul kandidát věd na Fakultě všeobecného lékařství Univerzity Karlovy v Praze. Habilitoval se roku 1989.

### Profesní dráha
V letech 1965–1969 byl zaměstnán v Psychiatrické léčebně Havlíčkův Brod jako sekundář, psychiatr. V období let 1969–1977 pracoval v Táboře jako ambulantní psychiatr. Od roku 1977 byl zaměstnán v Sexuologickém ústavu 1. lékařské fakulty UK a VFN Praha 2, přičemž od roku 1989 byl přednostou tohoto Sexuologického ústavu. Získal atestaci z psychiatrie (1. stupeň roku 1969, 2. stupeň 1973) a sexuologie (1982). Zastával post předsedy Sexuologické společnosti ČLS. V roce 1990 spoluzakládal českou Společnost pro plánování rodiny a sexuální výchovu a byl opakovaně volen jejím prezidentem až do roku 2003. Do roku 2003 rovněž působil jako člen Vědecké rady a Komise pro prevenci HIV/AIDS Ministerstva zdravotnictví ČR. Je členem prestižní International Academy of Sex Research (IASR) a Deutsche Gesellschaft für Sexualwissenschaft (DGSW).
V letech 1994–1999 byl členem výboru Světové sexuologické asociace (WAS) a Evropské federace pro sexuologii (EFS). Působil i jako člen redakční rady časopisů Arch. Ital Urol. Androl. a Sexologies. Je čestným členem polské, slovenské a několika dalších zahraničních sexuologických společností. Zastával i post člena správní rady Nadačního fondu Česká hlava, zaměřeného na podporu české vědy. V letech 1996–2004 byl místopředsedou správní rady o. p. s. Podaná ruka (prevence úrazů dětí).
Přednášel na konferencích a kongresech doma i v zahraničí. Publikoval více než 300 odborných prací doma i za hranicemi. Je spoluautorem několika odborných monografií, autorem učebních textů Lékařská sexuologie (1991, 1994, 2012), monografií O politice a sexualitě (1996), Sexuologie (nejen) pro lékaře (2003) aj.
Od roku 1989 vede subkatedru sexuologie při IDVZP a vede postgraduální přípravu a atestace odborných lékařů a laborantů v oboru sexuologie.

### Politická dráha
Ve volbách roku 1992 byl zvolen za ODS, respektive za koalici ODS-KDS do české části Sněmovny národů (volební obvod Jihočeský kraj). Ve Federálním shromáždění setrval do zániku Československa v prosinci 1992.
V komunálních volbách roku 1994 byl zvolen do zastupitelstva města Tábor a stal se členem městské rady. Post zastupitele obhájil v komunálních volbách roku 1998, komunálních volbách roku 2002, komunálních volbách roku 2006 a komunálních volbách roku 2010. Je členem Rotary International Tábor.
Do vysoké politiky se vrátil ve volbách v roce 1996, kdy byl zvolen do Poslanecké sněmovny Parlamentu České republiky za ODS. Byl členem výboru petičního a výboru pro sociální věci a zdravotnictví. V roce 1998 působil krátce i jako místopředseda poslanecké sněmovny. Poslanecký mandát obhájil ve volbách roku 1998. Stal se předsedou parlamentního výboru pro evropskou integraci. Působil rovněž jako stínový ministr školství ve stínové vládě ODS. Opětovně byl do dolní komory zvolen ve volbách roku 2002. Získal na kandidátce ODS v Jihočeském kraji nejvíce preferenčních hlasů. Byl místopředsedou Výboru pro evropskou integraci. V dolní komoře českého parlamentu setrval do roku 2004.
Ve volbách roku 2004 byl zvolen za Českou republiku do Evropského parlamentu. Díky téměř 55 000 preferenčních hlasů přeskočil z desátého na druhé místo kandidátky ODS. Byl členem skupiny Evropských demokratů(EPP-ED), Výboru EP pro právní záležitosti a Výboru EP pro kulturu a vzdělávání. Byl také místopředsedou Delegace EP pro vztahy s Japonskem. Ve volbách roce 2009 svůj mandát neobhájil. V červnu 2014 členství v ODS ukončil a od té doby není členem žádné politické strany.
V komunálních volbách roku 2014 kandidoval jako nestraník za Svobodné do Zastupitelstva města Tábora, ale neuspěl. V červnu 2019 pak podpořil nové hnutí Trikolóra.

## Dílo
Je autorem více než 300 příspěvků v odborných lékařských periodikách v ČR i zahraničí.
Knižní tituly
- ZVĚŘINA, Jaroslav. 2×100 intimních rad. Praha: Výběr, [1991 nebo 1992]. 128 s. ISBN 80-85497-01-8.
- ZVĚŘINA, Jaroslav. Lékařská sexuologie. Jinočany: H+H, 1991. 233 s. ISBN 80-85467-04-6. [Učební texty.]
- ZVĚŘINA, Jaroslav. Lékařská sexuologie. [2. přeprac. vyd.]. Praha: Sexuologický ústav 1. Lékařské fakulty UK v Praze, ©1994. 181 s. [Učební texty.]
- ZVĚŘINA, Jaroslav. O politice a sexualitě. Praha: Medea kultur, [1996]. 87 s.
- ZVĚŘINA, Jaroslav. Sexuální poruchy u žen; Sexuální poruchy u mužů. Praha: Triton, 2000. 67 s. Edice Vím víc, sv. 19. ISBN 80-7254-134-X.
- WEISS, Petr a ZVĚŘINA, Jaroslav. Sexuální chování v ČR – situace a trendy. Praha: Portál, 2001. 159 s. ISBN 80-7178-558-X.
- ZVĚŘINA, Jaroslav a MALINA, Jaroslav. Panoráma biologické a sociokulturní antropologie: modulové učební texty pro studenty antropologie a „příbuzných“ oborů. 5, Sexuologie pro antropology. Brno: Nadace Universitas Masarykiana, 2002. 68 s. Scientia. ISBN 80-86258-25-4, 80-210-2822-X.
- ZVĚŘINA, Jaroslav. Sexuologie (nejen) pro lékaře. Brno: CERM, 2003. 287 s. ISBN 80-7204-264-5.
- ZVĚŘINA, Jaroslav a BUDINSKÝ, Václav. Vše o sexu: Sexuologie a sexuální praxe pro každého. Praha: Ikar, 2004, ISBN 80-249-0460-8.
- FENDRICH, Zdeněk a ZVĚŘINA, Jaroslav. Moderní trendy ve farmakoterapii poruch erekce. Hradec Králové: JS Partner, 2005. [Chybné ISBN 80-903479-2-4.]
- MALINA, Jaroslav, ed. a kol. Kruh prstenu: světové dějiny sexuality, erotiky a lásky od počátků do současnosti: v reálném životě, krásné literatuře, výtvarném umění a dílech českých malířů a sochařů inspirovaných obsahem této knihy. 1 „Celý svět“ kromě euroamerické civilizace. Brno: Akad. nakl. CERM, 2007. 1215 s. ISBN 978-80-7204-494-8, soubor ISBN 978-80-7204-493-1.
- DOLEŽAL, Antonín; KUŽELKA, Vítězslav a ZVĚŘINA, Jaroslav. Europe as the cradle of scientific obstetrics. Praha: Galén, 2007. 83 s. ISBN 978-80-7262-507-9. [Vydáno u příl. výstavy „Europe, Cradle of Scientific Obstetrics“, pořádané v budově Evropského parlamentu v Bruselu ve dnech 2.–5. října 2007.]
- DOLEŽAL, Antonín; KUŽELKA, Vítězslav a ZVĚŘINA, Jaroslav. Evropa – kolébka vědeckého porodnictví. Praha: Galén, 2009. 98 s. ISBN 978-80-7262-506-2.
- ZVĚŘINA, Jaroslav. Lékařská sexuologie. Praha: Karolinum, 2012. 83 s. Edice Učební texty Univerzity Karlovy v Praze. ISBN 978-80-246-2049-7.